# قرة كينيدي
قرة كينيدي (بالإنجليزية: Kara Kennedy)‏ هي راكبة الكنو أسترالية، ولدت في 6 أغسطس 1973.